# Kilgour-Matas-Gutmann-Untersuchungsbericht
Der Kilgour-Matas-Gutmann-Untersuchungsbericht ist ein Nachfolgebericht zum Vorwurf des Organraubs an Falun-Gong-Praktizierenden und anderen Dissidenten (Tibeter, Uiguren und Hauschristen) und zur Organtransplantation in der Volksrepublik China.
Am 22. Juni 2016 hatten der ehemalige kanadische Staatssekretär und Bundesstaatsanwalt David Kilgour PC, der kanadische Immigrationsanwalt David Matas und der Chinaanalytiker und Investigativ-Journalist Ethan Gutmann den gemeinsam erstellten Untersuchungsbericht „Bloody Harvest / The Slaughter — An Update“ im Nationalen Presseclub in Washington, D.C. veröffentlicht und diesen anschließend dem Ausschuss für Auswärtige Angelegenheiten des US-Repräsentantenhauses vorgelegt. Am 29. Juni 2016 übergaben sie den Bericht in einer Anhörung dem Europäischen Parlament in Brüssel.

## Der Untersuchungsbericht
Der 680 Seiten umfassende Bericht stellt eine forensische Analyse aus über 2300 Quellen dar, bestehend aus öffentlich verfügbare Zahlen chinesischer Krankenhäuser in ganz China, die massiv von Regierungsangaben abweichen; Interviews mit Ärzten, die von sich behaupten, Tausende Transplantationen durchgeführt zu haben; Medienberichten, öffentlichen Erklärungen, medizinischen Journalen und öffentlich zugänglichen Datenbanken.
Der Bericht kommt zu den Ergebnissen, dass die Anzahl der Organtransplantationen in China weitaus höher ist, als von der chinesischen Regierung angegeben; die Organquellen für diese hohe Anzahl an Organtransplantationen von getöteten unschuldigen Uiguren, Tibetern, Hauschristen und hauptsächlich Falun-Gong-Praktizierenden stammen; und Organraub in China ein Verbrechen darstellt, in das die Kommunistische Partei, staatliche Institutionen, das Gesundheitssystem, Krankenhäuser und Transplantationsmediziner verwickelt sind.
Während die chinesische Regierung behauptet, dass seit dem Jahr 2000 jährlich nur etwa 10.000 Transplantationen stattfinden, wird im Untersuchungsbericht die tatsächliche Anzahl weitaus höher geschätzt. Laut David Matas führen bereits die zwei, drei größten Krankenhäuser für Organtransplantationen in China zusammen jährlich über 10.000 Transplantationen durch. Beispielsweise soll allein das Oriental Organ Transplant Centre in Tianjin jährlich über 6000 Organtransplantationen durchführen.
Laut Untersuchungsbericht fanden seit dem Jahr 2000 bis 2015 an 712 Leber- und Nierentransplantationszentren in ganz China annähernd 1,5 Millionen Transplantationen statt, sodass jährlich zwischen 60.000 und 100.000 Organtransplantationen in China durchgeführt werden.
Dabei wurden über 300.000 Transplantationen an nicht regulierten Krankenhäusern durchgeführt. Des Weiteren führt der Untersuchungsbericht an, dass Chirurgen aussagten, einfach damit aufgehört zu haben, die Anzahl der täglich durchgeführten Transplantationen zu zählen; einige berichteten von 6 Leberextraktionen pro Tag.
Offiziellen Angaben Chinas zufolge, gab es 2015 2766 freiwillige Organspenden, denen 7785 Organe entnommen worden sein sollen. Der Chinaanalytiker Ethan Gutmann bemerkte dazu, dass es „schwierig, aber plausibel sei, 3 Organe von einem Körper zu verwenden“ und bezeichnete diese Organverwendung als „eine neue Form des Genozides unter Verwendung der angesehensten Mitglieder der Gesellschaft.“
Xia Qiang, der Leiter des Renji Hospital Liver Transplant Centre, erklärte 2005 gegenüber der Jiefang Daily, dass er pro Woche mindestens 2–5 Lebertransplantationen durchführe, doch nicht mehr sagen könne, wie viele er insgesamt durchgeführt habe. Er erinnerte sich nur noch daran, dass sein eigener Rekord 6 Lebertransplantationen an einem Tag gewesen waren.

## Überprüfte Transplantationszentren in China (Auszug)
Im Jahr 2005 machte Huang als Chinas bekanntester Lebertransplantationschirurg in chinesischen Medien Schlagzeilen, als er nach Xinjiang reiste und eine autologe Lebertransplantation durchführte, bei der die Leber des Patienten herausgenommen, vom Krebsgewebe befreit und anschließend wieder retransplantiert wurde. Als Absicherung dieser Operation bestellte Huang im Vorfeld telefonisch zwei zusätzliche Leber aus Chongqing und Guangzhou, die am Abend vor der Operation geliefert wurden. Da eine entnommene Leber innerhalb von 12 Stunden transplantiert werden muss und die Operation erst später stattfand, gingen die Ermittler davon aus, dass lebende Gefangene gebracht wurden, die auf Abruf zur Organentnahme bereitstanden. 2013 sagte Huang Jiefu, nun Leiter des Komitees für Organtransplantation, gegenüber der Guangzhou Daily: „Letztes Jahr führte ich 500 Lebertransplantationen durch.“
Das People’s Liberation Army General Hospital (für hochrangige Parteifunktionäre und Militärführer) erhöhte seinen Umsatz durch seine Transplantationsabteilung von 4,5 Millionen US-Dollar im Jahre 2006 auf 34 Millionen US-Dollar in 2010.
Das Daping Hospital in Chongqing steigerte seinen Umsatz durch Organtransplantationen von 5,4 Millionen US-Dollar Ende der 90er Jahre auf annähernd 150 Millionen US-Dollar im Jahre 2009.
Das Nanjing General Hospital untersteht dem Militär in Nanjing. Li Leishi, der Gründer der Nierenforschungsabteilung erklärte 2008, dass er früher 120 Nierentransplantationen pro Jahr durchgeführt habe, nun (im Alter von 82 Jahren) nur noch 70 mache. Li berichtete von drei anderen Chefärzten, die seit 2001 jährlich „Hunderte Nierentransplantationen“ durchgeführt hätten. Mit 11 Chefärzten und sechs weiteren Chirurgen soll das Krankenhaus dem Bericht zufolge über 1000 Transplantationen pro Jahr durchführen.
Wu Mengchao, Direktor des Eastern Hepatobiliary Hospital in Shanghai, führte im Alter von 89 Jahren noch durchschnittlich 200 Organtransplantationen pro Jahr durch. Insgesamt hat Wu über 14.000 Lebertransplantationen durchgeführt.
In der Biographie von Dr. Tan Jianming steht, dass er 2014 im Fuzhou General Hospital in Nanjing 4200 Nierentransplantationen geleitet hatte.
Yu Lixin, Direktor der Transplantationsabteilung des Nanfang Hospital of Southern Medical University, erklärte, dass bereits im Jahre 2001 insgesamt 2123 Nierentransplantationen durchgeführt worden waren.
Das Xinqiao Hospital im Südwesten Chongqings berichtete, dass es 2002 insgesamt 2590 Nierentransplantationen durchgeführt habe, u. a. 24 an einem einzigen Tag.
Wu Jiaqing, stellvertretender Leiter des Guangdong No.2 Provincial People Hospital, erklärte, dass seine Abteilung bis zum 3. August 2006 jeden Tag über 10 Organtransplantationen und am 4. August 6 Organtransplantation durchgeführt hatte. In diesem Monat kamen Patienten aus acht bis neun Ländern, u. a. aus Singapur, Kambodscha und Frankreich.
Zhu Jiye, Direktor des Peking University Third Hospital sagte, dass das Krankenhaus im Jahre 2013 über 4000 Leber- und Nierentransplantationen durchführte.
Im Juni 2004 veröffentlichte das Medizinische Journal der bewaffneten Volkspolizeikräfte Chinas, dass das Beijing Friendship Hospital und das Guangzhou Nanfang Hospital bereits Ende 2000 jeweils über 2000 Nierentransplantationen durchgeführt hatten und viele andere Krankenhäuser schon über 1000 Transplantationen.
Das First Hospital of China Medical University in Shenyang, Provinz Liaoning, führte 2005 alleine 2000 Organtransplantationen durch. Auf der Website erklärt das Krankenhaus: „Um jedes Jahr so viele Organtransplantationen durchführen zu können, gilt unser besonderer Dank der Regierung. Besonders dem Obersten Volksgerichtshof, der Obersten Volksstaatsanwaltschaft, der Staatssicherheit und der Justiz sowie dem Gesundheitsministerium und dem Ministerium für Bürgerangelegenheiten, die zusammen Gesetze verabschiedeten, um von der Regierung Unterstützung und Schutz bei der Organbeschaffung zu erhalten.“
Das Renji Hospital in Shanghai führt pro Jahr 1500 Lebertransplantationen und ebenso viele Nierentransplantationen durch. Nach Angaben des von chinesischen Ärzten intensiv genutzten medizinischen Verzeichnisse Good Doctors Online, soll es 2014 400 Organtransplantationen durch freiwillige Organspender gegeben haben, sodass 1100 Organquellen von den insgesamt 1500 durchgeführten Organtransplantationen fehlen.

## Kurze Wartezeiten bei Notfalloperationen
Notfalllebertransplantationen werden durchgeführt, wenn Patienten innerhalb von 72 Stunden eine Organtransplantation benötigen. Außerhalb Chinas ist es fast unmöglich, einen Organspender für Notfalloperationen zu finden. Nicht so in China.
Das offizielle Lebertransplantregister Chinas zeigte in seinem Jahresbericht 2006 eine Gegenüberstellung „einzeln festgesetzter“ Transplantationen zu Notfalltransplantationen. Dabei wurden in diesem Jahr 8486 Lebertransplantationen durchgeführt, davon 1150 Notfalltransplantationen (26,6 %).
Das Changzheng Hospital in Shanghai berichtete, dass es im April 2006 120 Notfall-Lebertransplantationen durchgeführt habe. Im chinesischen medizinischen Journal of Clinical Surgery veröffentlichte es, dass es im April 2005, innerhalb von neun Tagen, 16 Leber- und 15 Nierennotfalltransplantationen durchführte.
Das First Affiliated Hospital der Zhejiang University veröffentlichte, dass zwischen Januar 2000 und Dezember 2004 an 46 Patienten eine „Notfalllebertransplantation“ durchgeführt wurde, und alle Empfänger innerhalb von 72 Stunden ein Organ erhielten.
Am 14. Februar 2014 führte das Jiangxi Provincial People's Hospital eine Notfalllebertransplantation an einem Patienten durch, der von einem anderen Krankenhaus gebracht worden war und sich im Leberkoma befand. Die Lebertransplantation begann sofort nach Eintreffen des Patienten, was auf vorhandene Leberquellen hinweist.
Am 4. September 2012 fand im Second Affiliated Hospital der Harbin Medical University an einem Patienten die zweite Herztransplantation statt, eine seltene Operation und die zweite dieser Art in China. Das Spenderherz und alle Vorbereitungen waren innerhalb von 4 Tagen abgeschlossen.
Hebei Daily berichtete am 7. April 2011, dass im Second Hospital der Hebei Medical University an einem 13-jährigen Kind eine Herztransplantation durchgeführt wurde. Das Krankenhaus fand innerhalb einer Woche ein passendes Kinderherz. Über das Kind, das das Organ „spendete“, wurden keine Angaben gemacht.

### Anmerkung zum Untersuchungsbericht
Der Untersuchungsbericht bezeichnet die Realisierung all der angegebenen Organtransplantationen als extrem schwierig, wenn nicht unmöglich, falls keine gefangenen Menschen „bereitstehen“, um deren Organe zu verwenden.
Die Untersucher kommen in ihrem Bericht zu dem Schluss, dass „die Kommunistische Partei Chinas den chinesischen Staat in den Massenmord an unschuldigen Menschen involviert, hauptsächlich Anhänger der spirituellen Bewegung Falun Gong (auch als Falun Dafa bekannt), aber auch Uiguren, Tibeter und Mitglieder von Hauskirchen, um Organe für das Transplantationssystem zu erhalten.“

## Aussagen zum Bericht

### USA
Chris Smith, der stellvertretende Vorsitzende des Ausschusses für Auswärtige Angelegenheiten des US-Repräsentantenhauses äußerte, dass „China schon zu lange einen illegalen Handel mit Organen betreibe und massive Beweise vorliegen, dass Falun-Gong-Praktizierende für den Organraub benutzt werden“. Gegenüber VOA News äußerte Smith, dass Organhandel barbarisch sei, an die Gräueltaten der Nazis erinnere und gestoppt werden müsse. Ileana Ros-Lehtinen, ehemalige Vorsitzende des Ausschusses, sagte, die „grauenhafte und unmenschliche Praktik, Individuen ihrer Freiheit zu berauben, sie in Zwangsarbeitslager und Gefängnisse zu werfen, und sie dann wegen ihrer Organe zu exekutieren, geht über jedes Vorstellungsvermögen hinaus; wir müssen ihr allgemein entgegentreten und sie muss bedingungslos beendet werden“.

### China
Die Nationale Kommission für Gesundheit und Familienplanung (früher Gesundheitsministerium) gab auf Anfrage keinen Kommentar zum Untersuchungsbericht.
Einen Tag nach Veröffentlichung teilte Hua Chunying, Sprecherin des chinesischen Außenministeriums auf Anfrage mit: „Ich möchte sagen, dass solche Geschichten über Organraub in China erfunden und unbegründet sind – sie besitzen keine sachliche Grundlage.“

#### Öffentliche Erklärungen Chinas (2001–2016)
Anfang 2001 sagte der Chirurg Wang Guogi vor dem US-Kongress aus, dass die Regierung Chinas Organe von exekutierten Häftlingen ohne deren Einwilligung verwende. China bestritt diese Anschuldigung.
2005 wurde jedoch von Huang Jiefu, stellvertretender Gesundheitsminister, Mitglied der Politischen Konsultativkonferenz des Chinesischen Volkes und stellvertretender Direktor des geheimnisvollen Parteikomitees, das sich um die Gesundheit der Topkader kümmert, bestätigt, dass China Organe von Gefangenen verwende.
Im April 2006 wurde China von der Britischen Transplantationsgesellschaft aufgrund sich mehrender Beweise beschuldigt, Organe von exekutierten Häftlingen ohne deren Einwilligung zu verwenden und zu verkaufen. Mao Qunan, der Sprecher des chinesischen Außenministeriums gab an, dass Chinas Hauptorganquelle Bürger im Sterbealter seien, die ihre Organe freiwillig spenden würden, und wies die Anschuldigung zurück, zum Tode verurteilte Häftlinge wegen ihrer Organe auszubeuten. Später erklärte Mao Qunan jedoch, dass China Organe von hingerichteten Häftlingen verwende. Dies wurde noch im gleichen Jahr vom chinesischen Außenminister erneut bestritten.
2007 versprach China während eines Treffens des Weltärztebundes, dass es keine Organe mehr von Häftlingen verwenden werde, außer wenn es sich um Verwandte handle.
2008 veröffentlichte Huang Jiefu im The Lancet, dass immer noch 90 % der Organe für Organtransplantationen von zum Tode verurteilten Häftlingen kommen.
2010 teilte Huang Jiefu, nun Direktor des Komitees für Organspende, mit, dass 90 % der Organe immer noch von hingerichteten Häftlingen kämen.
Im März 2012 verkündete die chinesische Regierung, dass sie daran arbeite, innerhalb der nächsten fünf Jahre die Verwendung der Organe von Häftlingen zu beenden.
Im März 2013 veröffentlichte China Network einen Artikel, in dem berichtet wurde, dass der Gesundheitsminister Chinas verkündet habe, dass China innerhalb von 2 Jahren nicht mehr auf exekutierte Häftlinge für Organtransplantationen zurückgreifen werde. Im November 2013 erklärte Huang Jiefu, dass durch die „Hangzhou Resolution“ die Verwendung der Organe hingerichteter Gefangener  bis Juni 2014 beendet sein werde.
Im Februar 2014 veröffentlichte die Transplantation Society (TTS) einen offenen Brief an Präsident Xi Jinping, in dem darauf hingewiesen wurde, dass immer noch Organe von Gefangenen verwendet werden, und Justiz- und Strafbehörden mit Transplantationsärzten offenkundig zusammenarbeiten. Im Dezember 2014 verkündete Huang Jiefu, der nun den Posten des Direktors des Ausschusses für Organspende und Organtransplantation innehatte,  dass China ab 1. Januar 2015 damit aufhören werde, Organe von exekutierten Gefangenen zu nehmen und zu einem freiwilligen Organspendesystem übergehen werde. Death Penalty Worldwide und Amnesty International bestätigten, dass China 2014 und 2015 weiterhin das Land mit der höchsten Hinrichtungsrate Gefangener sei.
Im März 2015 erklärte Huang Jiefu gegenüber einem Reporter des Phoenix Satellite TV in Hongkong bezüglich der Frage, dass die Anzahl der hingerichteten Häftlinge deutlich geringer sei als die Organtransplantationen, dass dieses Thema zu sensibel wäre: „Es gibt [in China] keine Transparenz, man kann nicht wissen, woher die Organe kommen; die Anzahl der Hinrichtungen bleibt ein Geheimnis …“

### Medizinische Kreise
Jeremy Chapman, ehemaliger Präsident der Transplantationsgesellschaft in Montreal, stellte die Behauptungen des Berichtes in Frage, da Pharmazeutische Unternehmen für diese Anzahl der Transplantationen keine Medikamente zur Verfügung stellen würden.
Doch berichtete der SWR2 bereits im Februar 2016, dass westliche Kliniken und Ärzte chinesische Transplantationszentren unterstützen, „ohne viel Fragen zu stellen“, und Pharmafirmen den Markt mit Medikamenten gegen Organabstoßung versorgen sowie an chinesischen Transplantationszentren forschen, wie beispielsweise Novartis (Schweiz) seit Januar 2005 bzw. Vital Therapies (San Diego) seit 2009.
Medicine Economic News berichtete im März 2006, dass Novartis, Roche und Fujisawa (Japan) 90 % des chinesischen Marktes für Immunsuppressiva beherrschen. Allein das Medikament Neoral brachte Novartis 2005 einen Umsatz von 255 Millionen US-Dollar.
Nachdem die Patente für Immunsuppressiva ausgelaufen waren, begann China mit der Nachahmung dieser Medikamente (neben ihren eigenen Entwicklungen) und erreichte dabei den gleichen Wirkungsgrad wie bei importierter Immunsuppressiva. Nach Aussage des Southern Medical Economic Institute belief sich der Umsatz an inländischen Immunsuppressiva im Jahr 2006 bereits auf 1,5 Milliarden US-Dollar. Der Markt wuchs dabei von 2008 bis 2014 um durchschnittlich 13 % pro Jahr. Waren es 2014 nur bei dem Medikament Tacrolimus 75,38 Millionen US-Dollar, stieg der Umsatz im ersten Halbjahr 2015 bereits auf 406 Millionen (538 %). Der Gesamtumsatz aller Immunsuppressiva belief sich 2015 auf 15 Milliarden US-Dollar.